# سورکینی
سورکینی (به چکی: Svrkyně) یک منطقهٔ مسکونی در جمهوری چک است که در ناحیه پراگ-غرب واقع شده‌است.